# Családi pótlék
A családi pótlék minden gyermek után alanyi jogon járó családtámogatás, mely az Európai Unió összes tagállamában létezik. Magyarországon a huszadik század elején alakultak ki előzményei, de mindenkire kiterjedővé és általánossá csak 1979-re vált.
Magyarországon a magyar állampolgárok, a Magyarországon állandó lakhellyel rendelkező európai uniós állampolgárok, és a letelepedési (bizonyos esetekben tartózkodási) engedéllyel rendelkező külföldiek jogosultak a gyermekeik után családi pótlékra. A családi pótlék magyarországi összege 2008 óta egyszer sem emelkedett, még az infláció mértékével sem.
a
A családi pótlék összege a gyermekek számától függ; ráadásul progresszíven emelkedik, azaz több gyermek esetén a családi pótlék gyermekenkénti összege is magasabb. A családi pótlék progresszivitását azért érik kritikák, mert Magyarországon az alacsony átlagos gyermekszámnak az oka elsősorban nem az, hogy a családokban a harmadik gyermekek nem születnek meg, hanem hogy az egy- és kétgyermekes nők aránya az elmúlt évtizedekben jelentősen csökkent, míg a gyermekteleneké jelentősen nőtt. Vagyis ha az a kormányzati cél, hogy növekedjen a gyerekszám, akkor elsősorban nem a két- vagy többgyermekeseket kellene arra ösztönözni, hogy vállaljanak még egy gyermeket, hanem leginkább a gyermekteleneket kellene arra ösztönözni, hogy vállaljanak egy, majd esetleg még egy második gyermeket is. Ezért az lenne célravezető, ha minden családban azonos lenne a gyermekenkénti családi pótlék összege, melyet pl. a 3 vagy több gyermekes családoknál alkalmazott gyermekenkénti 16 000 forinton (egyedülálló szülők esetében 17 000 forinton) lehetne egységesíteni.
A családi pótlék magyarországi rendszerét komoly kritikák érik amiatt is, hogy míg legtöbb európai országban 24-25 éves korig jár a családi pótlék, addig Magyarországon mindössze 20 éves korig folyósítják a családi pótlékot, emellett a legtöbb európai országgal ellentétben Magyarországon az egyetemi és főiskolai hallgatók nem jogosultak az ellátásra. Mivel a családi adókedvezmény azon gyermekek után jár, akik családi pótlékra is jogosultak, ezért a 20. életévüket betöltöttek, valamint az egyetemi és főiskolai hallgatók nem jogosultak a családi adókedvezményre sem.

## A családi pótlék jogi szabályozása Magyarországon
A családok támogatásáról szóló 1998. évi LXXXIV. törvény, és a végrehajtásáról szóló 223/1998. (XII. 30.) Korm. rendelet tartalmazza a családi pótlék részletes szabályait.

### Jogosultság
Családi pótlékra jogosult:
(a) a vér szerinti, az örökbe fogadó szülő, a szülővel együtt élő házastárs, az a személy, aki a saját háztartásában nevelt gyermeket örökbe kívánja fogadni, és az erre irányuló eljárás már folyamatban van (a továbbiakban együtt: szülő), a nevelőszülő, a hivatásos nevelőszülő, a gyám, továbbá az a személy, akihez a gyermeket ideiglenes hatállyal elhelyezték (net.jogtar.hu/gyvt – 1997. évi XXXI. törvény (Gyvt.) 72. §.(1) bekezdés)
aa) a még nem tanköteles
ab) tankötelezettsége megszűnéséig a tanköteles, (tanköteles a közoktatásról szóló 1993. évi LXXIX. törvény rendelkezése értelmében az a gyermek, akit az iskola igazgatója tankötelesnek nyilvánított)
ac) az általános iskolai, középiskolai, szakiskolai (a továbbiakban együtt: közoktatási intézmény) tanulmányokat folytató saját háztartásában nevelt gyermekre tekintettel.
A tartósan beteg, illetve súlyosan fogyatékos gyermek után járó magasabb összegű családi pótlék annak a hónapnak a végéig – de legfeljebb a gyermek tizennyolcadik életévének betöltéséig – jár, ameddig a betegség, súlyos fogyatékosság fennállását a külön jogszabályban előírtak szerint igazolták.
(b) a vagyonkezelői joggal felruházott gyám, illetőleg a vagyonkezelő eseti gondnok a gyermekotthonban, a javítóintézetben nevelt vagy a büntetés-végrehajtási intézetben lévő gyermekvédelmi gondoskodás alatt álló gyermekre (személyre) tekintettel, amennyiben az aa)-ac) pontokban meghatározott feltételek valamelyike fennáll;
(c) a Magyarország területén működő szociális intézmény vezetője az intézményben elhelyezett gyermekre tekintettel.
(d) a tizennyolcadik életévét betöltött tartósan beteg, illetve súlyosan fogyatékos személy, feltéve, ha utána tizennyolcadik életévének betöltéséig magasabb összegű családi pótlékot folyósítottak.
(e) a gyámhivatal által a szülői ház elhagyását engedélyező határozatban megjelölt személy, amennyiben az ab)-ac) pontokban meghatározott feltételek valamelyike fennáll.
Ha a 16. életévét betöltött kiskorú szülő a saját háztartásban nevelt gyermekének gyámjával a házasságról, a családról és a gyámságról szóló www.allamkincstar.gov.hu/file/csaladtamogatas/csaladtegyeb/csaladi potlek/1952 IV tv.pdf 1952. évi IV. törvény 77. §-ának (2) bekezdése szerint nem él egy háztartásban, a családi pótlékot a kiskorú szülőnek kell megállapítani és folyósítani. Ebben az esetben a családtámogatási ellátást a kiskorú szülő által benyújtott igény alapján kell megállapítani és folyósítani.
Családi pótlékra jogosult saját jogán
(a) a fenti d) pontban megjelölt személy,
(b) a közoktatási intézményben tanulmányokat folytató, nagykorú személy, annak a tanévnek a végéig, amelynek időtartama alatt betölti a 23. életévét,
- akinek mindkét szülője elhunyt,
- akinek a vele egy háztartásban élő hajadon, nőtlen, elvált vagy házastársától különélő szülője elhunyt,
- aki kikerült az átmeneti vagy tartós nevelésből,
- akinek a gyámsága nagykorúvá válása miatt szűnt meg.
- ha a fenti e) pont alapján a családi pótlék a nagykorúságát megelőzően is a részére került folyósításra,
- aki a szülővel nem él egy háztartásban.

### Igénylés
A munkáltatóknál működő családtámogatási kifizetőhelyek 2007. december 31-én megszűntek.
Az ellátás igénylését 2008. január 1-jétől a lakó- vagy tartózkodási hely szerint illetékes Magyar Államkincstár Területi Igazgatóságához, vagy annak kirendeltségéhez kell benyújtani.
Az összeg megállapítása szempontjából azt a vér szerinti, örökbe fogadott vagy nevelt gyermeket kell figyelembe venni (az ügyfél kérelmére), aki az ügyfél háztartásában él és akire tekintettel a szülő, nevelőszülő, a gyám családi pótlékra jogosult, vagy aki köznevelési intézmény tanulója vagy felsőoktatási intézményben, első felsőfokú szakképzésben, első alapképzésben, első mesterképzésben vagy első egységes osztatlan képzésben részt vevő hallgató, aki rendszeres jövedelemmel nem rendelkezik.

### Az igényléshez szükséges dokumentumok
- A családi pótlékra vonatkozó igényt az „Igénybejelentés családtámogatási ellátásokra” című nyomtatványon kell benyújtani, és csatolni kell hozzá az 1. számú pótlapot.
- Az igénylő személyazonosító igazolványa és nyilvántartó kártyája
- A gyermek(ek) eredeti születési anyakönyvi kivonata
- Az igénylő és a gyermek(ek) taj-kártyája
- Ha a gyermek tartósan beteg, vagy súlyosan fogyatékos, a magasabb összegű családi pótlékra való jogosultság igazolásához az 5/2003. (II. 19.) ESZCSM rendelet alapján kiadott orvosi igazolást is be kell nyújtani.
- Az egyedülállóságot[11] igazoló okiratot.
- Ha az igénylő a nevelésbe vett gyermeket saját háztartásában nevelőszülőként, vagy hivatásos nevelőszülőként gondozza, csatolnia kell a gyámhivatalnak a gyermek elhelyezéséről szóló jogerős határozatát.
- Amennyiben az igénylő gyám, a gyámhivatalnak a gyám kirendeléséről szóló jogerős határozatát.
- Ha az igénylő már egy vagy több gyermek után részesül családi pótlékban és a gyermekek számában változás áll be, akkor ezt a „Bejelentés gyermekszám változásról” című formanyomtatványon kell közölni.

### Összege 2008-tól
| Típus | Összeg HUF/hó/gyermek |
| --- | --------------------- |
| 1 gyermekes család | 12 200                |
| 1 gyermekes egyedülálló | 13 700                |
| 2 gyermekes család (gyermekenként) | 13 300                |
| 2 gyermekes egyedülálló (gyermekenként) | 14 800                |
| A gyermekotthonban, a javítóintézetben vagy büntetés-végrehajtási intézetben lévő gyermekvédelmi gondoskodás alatt álló, valamint szociális intézményben élő, nevelőszülőnél, hivatásos nevelő-szülőnél elhelyezett gyermek esetén, valamint a saját jogon ellátásban részesülő személy esetén                                                                | 14 800                |
| 3 és több gyermekes család (gyermekenként) | 16 000                |
| 3 vagy több gyermeket nevelő egyedülálló esetén (gyermekenként) | 17 000                |
| Tartósan beteg, illetőleg súlyosan fogyatékos nagykorú személy esetén | 20 300                |
| Tartósan beteg, illetve súlyosan fogyatékos gyermeket nevelő család esetén, továbbá a gyermekotthonban, a javítóintézetben vagy büntetés-végrehajtási intézetben lévő gyermekvédelmi gondoskodás alatt álló, valamint szociális intézményben élő, továbbá nevelőszülőnél, hivatásos nevelőszülőnél elhelyezett tartós beteg, súlyosan fogyatékos gyermek után | 23 300                |
| Tartósan beteg, illetve súlyosan fogyatékos gyermeket egyedül nevelő esetén | 25 900                |

### A családi pótlék összegének változásai a korábbi időszakban
Magyarországon 1912-től 1945-ig a gyermekek eltartásához–neveléséhez intézményesen nyújtott családi pótlékban csak a közalkalmazottak családjai részesültek. A második világháború befejezéséig – a közalkalmazottakon kívül – csak a 20 főnél többet foglalkoztató ipari üzemekben dolgozók juthattak az ún. szakmai családpénztárak révén szerény összegű pótlékhoz. E pénztárakhoz tartozók száma azonban kicsi volt. A második világháború után került bevezetésre a magyar forint, így 1946-ban a családi támogatási rendszer is új kereteket öltött. A jogosultság feltételeinek korhatára általánosan 16, továbbtanulás esetén pedig 18 év volt. Az 1946-ban bevezetett pótlékok összegeit a gazdasági helyzet javulásával 1947-ben és 1948-ban is emelték..

###### A családi pótlék havi összegei 1948-ban és 1951. évben az alkalmazásban állóknál, (Ft összegben)[13]
| Gyermekszám | 1948-tól    | 1951. XI. 1-től |
| 1           | 18          | 30              |
| 2           | 40          | 75              |
| 3           | 66          | 135             |
| 4           | 96          | 210             |
| 5           | 130         | 300             |
| 6 és több * | 28,00–35,60 | 67,50–97,50     |

* Egy gyermekre számítva
1953-ban a „házaspár egy gyermekkel” típusúak pótlékát megszüntették, a kétgyermekesekét pedig nem emelték. 1953-tól a mezőgazdasági termelőszövetkezetek tagjai is részesültek családi pótlékban, amennyiben családjukban három vagy több 10 éven aluli gyermek volt, és meg�határozott mennyiségű munkát végeztek a szövetkezetben. Az ezt követő években további változtatások és emelések következtek.
A családi pótlék havi összegei 1953 és 1970 között
| A pótlékok emelésének éve | Egyedülálló anya                           | Egyedülálló anya | Családok | Családok | Családok                          |
| A pótlékok emelésének éve | 1 gyerek                                   | 2 gyerek         | 2 gyerek | 3 gyerek | 4 vagy több gyerek (gyerekenként) |
| A pótlékok emelésének éve | Alkalmazásban állóknál                     |                  |          |          |                                   |
| 1953                      | 30                                         | 75               | 75       | 180      | 65–98                             |
| 1959                      | 90                                         | 240              | 75       | 360      | 120                               |
| 1965                      | 90                                         | 240              | 200      | 360      | 120                               |
| 1966                      | 140                                        | 340              | 300      | 510      | 170                               |
|                           | Mezőgazdasági termelőszövetkezeti tagoknál |                  |          |          |                                   |
| 1953                      | -                                          | -                | -        | 144      | 52–80                             |
| 1960                      | -                                          | -                | 150      | 210      | 70                                |
| 1966                      | 70                                         | 140              | 140      | 210      | 70                                |
| 1968                      | 120                                        | 240              | 200      | 360      | 120                               |

A családi pótlékra fordított összegek még 1970-ben sem érték el a bruttó hazai termék (GDP) 1 százalékát, a pótlék fajlagos összege pedig 1950- ben az átlagos nettó kereset 4 százaléka és 1970-ben is csak 7 százaléka volt.
A családi pótlék havi összegei 1972 és 1976 között minden évben emelésre került.
| Év (alkalmazásban állókra vonatkozóan) | Egy szülő | Egy szülő | Családok | Családok | Családok                              |
| Év (alkalmazásban állókra vonatkozóan) | 1 gyerek  | 2 gyerek  | 1 gyerek | 2 gyerek | három vagy több gyerek (gyerekenként) |
| 1972                                   | 240       | 540       | 150      | 300      | 270                                   |
| 1974                                   | 300       | 640       | 300      | 600      | 320                                   |
| 1976                                   | 360       | 760       | 360      | 720      | 380                                   |

A mezőgazdasági termelőszövetkezetekben dolgozók családjainak pótléka és az az alkalmazás állók pótléka 1975. július 1-jével azonossá váltak. 1976 évet követően  pótlékemelésre 1979. júliusban került sor, majd 1980 és 1990 között három év (1981, 1982, 1986) kivételével minden évben növelték a pótlékok összegeit.

###### A családi pótlék alakulása az 1980-as években[15]
A pótlékra jogosultak körét a „házaspár egy gyermekkel” típusú családokkal bővítették: 1983-ban a gyermek 6 éves koráig, 1990-től ezen felül is. Az önálló foglalkozásúakra (kisiparosok, kiskereskedők stb.) 1982-ben terjesztették ki a családi pótlékra vonatkozó jogosultságot. A személyi jövedelemadó 1988. évi bevezetésével egyidejűleg a családi pótlékra jogosultak közül 1988-ban, 1989-ben és 1990-ben a három- és többgyermekesek, 1989-ben és 1990-ben pedig még az „egy szülő kétgyermekes” típusúak is gyermekenként havi 1000 forintos összeggel csökkenthették az adóalapjukat (adózás előtti jövedelmüket).
A családi pótlék egy gyermekre számított havi összegei 1979 és 1990 között (forint)
| A pótlék emelésének időpontja | Családok egy gyermekkel (1990. márciusig 6 éves korig) | Egy szülő egy gyermekkel, családok egy és két gyermekkel | Egy szülő két gyermekkel, családok három- és több gyermekkel |
| 1979. VII. 1.                 | -                                                      | 490                                                      | 510                                                          |
| 1980. VII. 1.                 | -                                                      | 490                                                      | 660                                                          |
| 1983. VII. 1.                 | 300                                                    | 600                                                      | 660                                                          |
| 1984. I. 1.                   | 370                                                    | 670                                                      | 730                                                          |
| 1985. I. 1.                   | 410                                                    | 710                                                      | 840                                                          |
| 1987. VIII. 1.                | 520                                                    | 820                                                      | 950                                                          |
| 1988. I. 1.                   | 820                                                    | 1220                                                     | 1350                                                         |
| 1988. VIII. 1.                | 1020                                                   | 1320                                                     | 1450                                                         |
| 1989. I. 1.                   | 1320                                                   | 1620                                                     | 1750                                                         |
| 1989. VIII. 1.                | 1470                                                   | 1770                                                     | 1900                                                         |
| 1990. I. 1.                   | 1770                                                   | 2070                                                     | 2200                                                         |
| 1990. IX. 1.                  | 1870                                                   | 2170                                                     | 2300                                                         |
| 1990. XI. 1                   | 1970                                                   | 2270                                                     | 2400                                                         |

###### A családi pótlék összegének alakulása (1987-1990)[16]
|                                        |                                        | 1987 augusztus | 1988 január | 1988 augusztus | 1989 január | 1989 augusztus | 1990 január |
| -------------------------------------- | -------------------------------------- | -------------- | ----------- | -------------- | ----------- | -------------- | ----------- |
| Egy gyermek után                       | egyedülállók                           | 820            | 1220        | 1320           | 1620        | 1770           | 2070        |
| Egy gyermek után                       | családok, a gyermek 6 éves koráig      | 520            | 920         | 1020           | 1320        | 1470           | 1770        |
| Egy gyermek után                       | családok*                              | 820            | 1220        | 1320           | 1620        | 1770           | 2070        |
| Két gyermek után                       | egyedülállók                           | 1900           | 2700        | 2900           | 3500        | 3800           | 4400        |
| Két gyermek után                       | családok                               | 1640           | 2440        | 2640           | 3240        | 3540           | 4140        |
| Három gyerek után                      | családok                               | 2850           | 4050        | 4350           | 5250        | 5700           | 6600        |
| Négy gyermek után                      | családok                               | 3800           | 5400        | 5800           | 7000        | 7600           | 8800        |
| Öt gyermek után                        | családok                               | 4750           | 6750        | 7250           | 8750        | 9500           | 11000       |
| Hat és több gyermek után gyermekenként | Hat és több gyermek után gyermekenként | 950            | 1350        | 1450           | 1750        | 1900           | 2200        |

- Azoknál a családoknál, ahol korábban két vagy több gyermek után kaptak családi pótlékot és ezek a gyermekek — a korhatár elérése miatt — már nem jogosultak a pótlékra. 1990 januárjától 2200 Ft volt a családi pótlék összege, ha korábban a család három vagy több gyermek után volt jogosult pótlékra

###### A családi pótlék összegének alakulása (1990-2008)
Több gyermek esetén az összegek forintban és gyermekenként (fejenként) értendők.
| Év   | 1 gyermek | 1 gyermek | 2 gyermek | 2 gyermek | 3 vagy több gyermek | 3 vagy több gyermek | Tartósan beteg, súlyosan fogyatékos gyermek | Tartósan beteg, súlyosan fogyatékos gyermek |
| ---- | --------- | --------- | --------- | --------- | ------------------- | ------------------- | ------------------------------------------- | ------------------------------------------- |
|      | két szülő | egy szülő | két szülő | egy szülő | két szülő           | egy szülő           | két szülő                                   | egy szülő                                   |
| 1990 | 1770      | 2070      | 2070      | 2200      | 2200                | 2200                | -                                           | -                                           |
| 1998 | 3800      | 4500      | 4700      | 5400      | 5900                | 6300                | 7500                                        | 7500                                        |
| 2003 | 4600      | 5400      | 5600      | 6500      | 7100                | 7600                | 12600                                       | 12600                                       |
| 2004 | 4900      | 5700      | 5900      | 6900      | 7500                | 8000                | 13300                                       | 15000                                       |
| 2005 | 5100      | 6000      | 6200      | 7200      | 7800                | 8400                | 13900                                       | 15700                                       |
| 2006 | 11000     | 12000     | 12000     | 13000     | 14000               | 15000               | 21000                                       | 23000                                       |
| 2007 | 11700     | 12700     | 12700     | 13800     | 14900               | 15900               | 22300                                       | 24400                                       |
| 2008 | 12200     | 13700     | 13300     | 14800     | 16000               | 17000               | 23300                                       |                                             |